# Simbolo della sterlina
Il simbolo di sterlina ("£", più diffuso nel Regno Unito) è il simbolo per la sterlina britannica (pound) – la valuta del Regno Unito. Lo stesso simbolo è (o è stato) usato in altri paesi e territori per valute con lo stesso nome. Esistono tuttavia anche paesi la cui valuta si chiama pound, ma che non usano il simbolo £ a livello ufficiale.

## Origine
Il simbolo deriva dalla parola latina libra (libbra), l'unità base romana di massa (ca. 0,329 kg), che a sua volta deriva dalla parola latina per bilancia. Pound divenne un'unità di massa britannica e la moneta fu chiamata pound perché in origine valeva quanto una libbra Tower (326 g) di argento fino (puro).
Incidentalmente il penny precedente la decimalizzazione (240 dei quali costituivano £1) prese il simbolo d dalla parola latina denarius, il 'penny' dei Romani.

## Utilizzo
Il simbolo di sterlina, come il simbolo di dollaro ("$"), limitatamente alla lingua inglese, irlandese e maltese, è usualmente posto davanti al numero (cioè "£120" e non "120 £"), e non è usualmente separato dal numero che segue o è separato solo uno spazio piccolo.
Il simbolo "₤" è anche conosciuto come simbolo di lira, essendo lira sterlina il nome ufficiale della valuta.
In Italia prima dell'adozione dell'euro, il simbolo era usato, spesso con le due linee orizzontali, per indicare prezzi in lire italiane (in alternativa al più frequente L). Si potevano in effetti riscontrare vari simboli, non esistendo un simbolo unico ufficiale: sulle monete c'era scritto L. 100, ma in altri contesti si poteva trovare £ 100, £. 100, ₤ 100, ₤. 100, L 100, Lit 100 o Lit. 100. Meno frequentemente, il simbolo poteva trovarsi anche dopo l'importo.

## Computer

### Codici
Il simbolo "£" ha il codice Unicode U+00A3 (ereditato da Latin-1). Il codice HTML è "&pound;" in XML è identificato con "&#163;".
Il simbolo "₤" ha il codice Unicode U+20A4, mentre il codice decimale è "&#8356;".

### Modalità di inserimento
Il carattere "£" è accessibile usando ⇧ Maiusc + 3 su una moderna tastiera con layout italiano.
Una tastiera con layout inglese (UK) ha il carattere "£" sul tasto 3 come le tastiere italiane, mentre sulle tastiere statunitensi bisogna usare la combinazione AltGr + ⇧ Maiusc + 4 per inserire il simbolo della Sterlina.
Il simbolo "£" è presente nella tabella di caratteri Mac OS Roman e quindi può essere usato sulla maggior parte delle tastiere per Mac OS, generalmente attraverso la combinazione Opzione + 3.
In Microsoft Windows, il simbolo "£" può essere inserito con la combinazione Alt + 0 1 6 3, mentre il simbolo "₤" può essere inserito con la combinazione Alt + 8 3 5 6.